# Natação no Campeonato Europeu de Esportes Aquáticos de 2014 - 800 m livre feminino
A prova dos 800 metros livre feminino da natação no Campeonato Europeu de Esportes Aquáticos de 2014 ocorreu entre os dias 20 e 21 de agosto em Berlim, na Alemanha. 

## Calendário
| Fase          | Data         | Hora  |
| ------------- | ------------ | ----- |
| Eliminatórias | 20 de agosto | 10:56 |
| Final         | 21 de agosto | 18:07 |

Todos os horários estão no horário local (UTC+1)

## Recordes
Antes desta competição, os recordes eram os seguintes:
| Recorde mundial       | Katie Ledecky     | 8:11.00 | Shenandoah | 22 de junho de 2014  |
| Recorde europeu       | Rebecca Adlington | 8:14.10 | Pequim     | 16 de agosto de 2008 |
| Recorde do campeonato | Laure Manaudou    | 8:19.29 | Budapeste  | 2 de agosto de 2006  |

Os seguintes novos recordes foram estabelecidos durante esta competição. 
| Data         | Prova | Nadadora      | Nacionalidade | Tempo   | Recordes              |
| ------------ | ----- | ------------- | ------------- | ------- | --------------------- |
| 21 de agosto | Final | Jazmin Carlin | Reino Unido   | 8:15.54 | Recorde do campeonato |

## Medalhistas
| Ouro                | Prata                 | Bronze               |
| Jazmin Carlin (GBR) | Mireia Belmonte (ESP) | Boglárka Kapás (HUN) |

## Resultados

### Eliminatórias
Esses foram os resultados das eliminatórias. 
| Pos. | Bateria | Raia | Nadadora              | Nacionalidade | Tempo   | Notas |
| ---- | ------- | ---- | --------------------- | ------------- | ------- | ----- |
| 1    | 2       | 4    | Jazmin Carlin         | Reino Unido   | 8:22.70 | Q     |
| 2    | 2       | 5    | Mireia Belmonte       | Espanha       | 8:25.22 | Q     |
| 3    | 3       | 5    | Boglárka Kapás        | Hungria       | 8:28.87 | Q     |
| 4    | 2       | 3    | Sharon van Rouwendaal | Países Baixos | 8:31.02 | Q     |
| 5    | 2       | 6    | Sarah Köhler          | Alemanha      | 8:31.03 | Q     |
| 6    | 3       | 4    | Lotte Friis           | Dinamarca     | 8:31.04 | Q     |
| 7    | 2       | 7    | Tjasa Oder            | Eslovênia     | 8:31.14 | Q     |
| 8    | 3       | 7    | Martina Caramignoli   | Itália        | 8:32.58 | Q     |
| 9    | 3       | 3    | Aurore Ponsele        | Itália        | 8:33.07 |       |
| 10   | 3       | 1    | Diletta Carli         | Itália        | 8:34.96 |       |
| 11   | 3       | 0    | Spela Perse           | Eslovênia     | 8:37.73 |       |
| 12   | 3       | 8    | Gaja Natlacen         | Eslovênia     | 8:37.95 |       |
| 13   | 2       | 1    | Julia Hassler         | Liechtenstein | 8:38.33 |       |
| 14   | 3       | 2    | María Vilas           | Espanha       | 8:41.43 |       |
| 15   | 2       | 2    | Leonie Beck           | Alemanha      | 8:43.54 |       |
| 16   | 2       | 8    | Julie Lauridsen       | Dinamarca     | 8:45.78 |       |
| 17   | 3       | 6    | Beatriz Gómez Cortés  | Espanha       | 8:46.11 |       |
| 18   | 2       | 9    | Martina Elhenická     | Chéquia       | 8:58.10 |       |
| 19   | 1       | 5    | Barbora Picková       | Chéquia       | 9:05.85 |       |
| 20   | 2       | 0    | Maj Howardsen         | Dinamarca     | 9:07.73 |       |
| 21   | 3       | 9    | Andrea Basaraba       | Sérvia        | 9:10.14 |       |
| 22   | 1       | 3    | Alena Benešová        | Chéquia       | 9:10.77 |       |
| 23   | 1       | 4    | Anna-Marie Benešová   | Chéquia       | 9:32.03 |       |

### Final
Esse foi o resultado da final. 
| Pos.              | Raia | Nadadora              | Nacionalidade | Tempo   | Notas                 |
| ----------------- | ---- | --------------------- | ------------- | ------- | --------------------- |
| Medalha de ouro   | 4    | Jazmin Carlin         | Reino Unido   | 8:15.54 | Recorde do campeonato |
| Medalha de prata  | 5    | Mireia Belmonte       | Espanha       | 8:21.22 |                       |
| Medalha de bronze | 3    | Boglárka Kapás        | Hungria       | 8:22.06 |                       |
| 4                 | 7    | Lotte Friis           | Dinamarca     | 8:27.21 |                       |
| 5                 | 6    | Sharon van Rouwendaal | Países Baixos | 8:28.28 |                       |
| 6                 | 8    | Martina Caramignoli   | Itália        | 8:30.47 |                       |
| 7                 | 2    | Sarah Köhler          | Alemanha      | 8:30.94 |                       |
| 8                 | 1    | Tjasa Oder            | Eslovênia     | 8:31.09 |                       |

Legenda
| Recorde mundial       | Recorde mundial (World record)               |                       | Recorde africano                      | Recorde africano (African) |                                           | Q | Classificado por posição (Qualified) |
| Recorde do campeonato | Recorde do campeonato (Championship record)  | Recorde da América    | Recorde da América (Americas)         | q                          | Classificado por melhor tempo (Qualified) |   |                                      |
| Melhor marca do ano   | Melhor marca do ano (World leading)          | Recorde asiático      | Recorde asiático (Asian)              | DNS                        | Não largou (Did not start)                |   |                                      |
| Recorde nacional      | Recorde nacional (National record)           | Recorde europeu       | Recorde europeu (European)            | DNF                        | Não terminou (Did not finish)             |   |                                      |
| Recorde pessoal       | Recorde pessoal do atleta (Personal best)    | Recorde da Oceania    | Recorde da Oceania (Oceania)          | DSQ / DQ                   | Desclassificado (Disqualified)            |   |                                      |
| Recorde da temporada  | Recorde da temporada do atleta (Season best) | Recorde sul-americano | Recorde sul-americano (South America) | NM                         | Sem marca (No mark)                       |   |                                      |